# 363e division d'infanterie
La  363e division d'infanterie (en allemand : 363. Infanterie-Division ou 363. ID) est une des divisions d'infanterie de l'armée allemande (Wehrmacht) durant la Seconde Guerre mondiale.

## Historique
La 363e division d'infanterie est formée le 28 décembre 1943 dans le Generalgouvernement (gouvernement général) de Pologne à partir de l'état-major de la 339. Infanterie-Division et du personnel des 161. et 183.Infanterie-Division et des 143. et 147. Reserve-Division en tant qu'élément de la 21. Welle (21e vague de mobilisation).
D'avril à mai 1944, la division est transférée vers le terrain d'entrainement de Oksböl dans le jutland au Danemark pour un entrainement continu et compléter le processus de formation.
En juillet 1944, elle se retrouve à la frontière franco belge. Elle fait mouvement à la fin juillet vers la Normandie où elle est encerclée et en grande partie détruite dans la poche de Falaise en août 1944.
Une petite partie de la division arrive à s'échapper de la poche et est transférée en Allemagne pour servir de base à la formation de la 363. Volksgrenadier Division, anciennement nommée 566. Volksgrenadier Division. Celle-ci prend part aux combats sur Arnhem, à partir d'octobre.

## Organisation

### Commandants
| Date                           | Grade           | Commandant      |
| ------------------------------ | --------------- | --------------- |
| 21 novembre 1943 - ? août 1944 | Generalleutnant | August Dettling |

## Théâtres d'opérations
- Pologne : novembre 1943 - mai 1944
- Danemark : mai 1944 - juin 1944
- Belgique : juin 1944 - juillet 1944
- France : fin juillet 1944 - août 1944

## Ordre de bataille
- Grenadier-Regiment 957
- Grenader-Regiment 958
- Grenadier-Regiment 959
- Artillerie-Regiment 363
  - I. Abteilung
  - II. Abteilung
  - III. Abteilung
  - IV. Abteilung
- Pionier-Bataillon 363
- Divisions-Füsilier-Bataillon 363
- Feldersatz-Bataillon 363
- Panzerjäger-Abteilung 363
- Divisions-Nachrichten-Abteilung 363
- Divisions-Nachschubführer 363